# اکالیپتوس (کتاب)
اکالیپتوس کتابی از کریم جوانشیر و احمد مصدق است که در سال ۱۳۵۱ منتشر و برندهٔ جایزه کتاب سال سلطنتی شد.